# Cezary Chrzanowski
Cezary Chrzanowski (ur. w 1955 w Częstochowie) – polski fotograf.

## Działalność
Cezary Chrzanowski mieszka i pracuje we Wrocławiu. Fotografuje pejzaż, portret, zajmuje się fotografią reklamową i koncertową. Szczególne miejsce w twórczości artysty zajmuje fotografia teatralna, będąca pokłosiem współpracy Cezarego Chrzanowskiego z wieloma instytucjami artystycznymi i teatrami – przede wszystkim wrocławskimi.  W dużej części swoich prac wykorzystuje (zapoczątkowaną w XIX wieku) technikę „gumy”. W latach 1995–1999 współpracował z Andrzejem Wajdą, Jerzym Jarockim, Krystianem Lupą – jako operator w agencji telewizyjnej ADZ film.
Jest autorem i współautorem wielu wystaw fotograficznych; indywidualnych, zbiorowych, poplenerowych, pokonkursowych – gdzie otrzymał wiele nagród, wyróżnień, dyplomów, listów gratulacyjnych. Jest członkiem jury w konkursach fotograficznych. Jest jednym z przedstawicieli polskiej fotografii piktorialnej.
W 2002 roku został przyjęty w poczet członków Fotoklubu Rzeczypospolitej Polskiej Stowarzyszenia Twórców. Decyzją Komisji Kwalifikacji Zawodowych Fotoklubu RP, otrzymał dyplom potwierdzający kwalifikacje do wykonywania zawodu artysty fotografa, fotografika (legitymacja nr 153).
Prace Cezarego Chrzanowskiego zaprezentowano w Almanachu (1995–2017), wydanym przez Fotoklub Rzeczypospolitej Polskiej Stowarzyszenie Twórców, w 2017 roku. W działalności Fotoklubu RP uczestniczył do 2021.